# Ladj Ly
Ladj Ly (França, 1978), é um diretor, roteirista e produtor francês. É conhecido por dirigir Les Misérables, lançado em 2019.

## Biografia
De pais de origem maliana de etnia Fulani, Ladj Ly cresceu em Montfermeil, no distrito de Bosquets. Apaixonado por vídeo, filmou seus primeiros filmes em seu bairro com seus amigos Kim Chapiron, Romain Gavras, Toumani Sangaré, fundadores do coletivo Kourtrajmé.
Fez seus primeiros vídeos, notadamente para Oxmo Puccino, e seus primeiros documentários, 365 Jours à Clichy-Montfermeil, rodados após os tumultos de 2005 nos subúrbios franceses, Go Fast Connexion, 365 jours au Mali. Ele também filma policiais durante prisões violentas.
Em 2009, Ladj Ly esteve envolvido num caso de rapto e sequestro, o que lhe valeumarço de 2011uma pena de três anos de prisão, pena reduzida em recurso para três anos de prisão, um dos quais suspenso. Também foi condenado em 2011 e 2012 por desacato a funcionário público e violência contra o político Xavier Lemoine.
A violência policial filmada inspirou Ladj Ly a realizar o curta-metragem Les Misérables: um policial do BAC de Montfermeil cuja primeira intervenção dá errado, sob o olhar de uma câmera.
O filme recebeu inúmeros prêmios, notadamente no festival internacional de curtas-metragens de Clermont-Ferrand e uma indicação ao César de melhor curta-metragem em 2018. Também em 2018, foi indicado ao César de melhor documentário com À voix haute : La Force de la parole, co-dirigido com Stéphane de Freitas, e que trata do concurso de eloquência Eloquentia.
Em 2018, Ladj Ly criou uma escola gratuita para profissões cinematográficas em Montfermeil dentro dos Ateliers Médicis, a escola Kourtrajmé.
No mesmo ano, realizou seu primeiro longa-metragem, Les Misérables. É uma adaptação de seu curta-metragem de mesmo título. Ly fez este filme em reação a um erro policial cometido por um jovem negro em Montfermeil, em Seine-Saint-Denis, em 14 de outubro de 2008, que ele então filmou. O filme, selecionado no Festival de Cannes 2019 em competição oficial e júri, faz um balanço dos subúrbios vinte e cinco anos depois de La Haine de Mathieu Kassovitz.
A obra teve recepção favorável durante a exibição oficial. Em Dezembro de 2019, o filme ultrapassou 1,4 milhão de entradas nos cinemas e ficou entre os dez semifinalistas do Oscar de melhor filme internacional, quando surgiu uma polêmica sobre o passado do diretor, que poderia ter ameaçado suas chances de aparecer na seleção final do Oscar. O Oscar acabou indo para Gisaengchung, do diretor sul-coreano Bong Joon-ho.
Em 2022, é membro do júri do Festival de Cinema de Cannes sob a presidência de seu compatriota Vincent Lindon. Ele também começou a filmar seu segundo longa-metragem, Bâtiment 5 (inicialmente intitulado Les Indésirables, em uma homenagem ao seu primeiro filme). Estreou no Festival Internacional de Cinema de Toronto de 2023.

## Processos judiciais

### Alterações em 2009 e 2012
Um dia antes de sua condenação, em 1 de março de 2011, foi multado em 400 euros por “comentários ultrajantes” contra agentes policiais cuja intervenção violenta filmou, antes de publicar estas imagens online.
Em 2012, Ladj Ly também foi condenado a 90 dias de multa no valor de cinco euros por desacato a titulares de autoridade pública e violência contra pessoa encarregada de uma missão de serviço público, neste caso o presidente da UMP de Montfermeil, Xavier Lemoine. A indignação segue-se ao incêndio que custou a vida a uma menina de nove meses (priminha de Ly), em 22 de novembro de 2010, no bairro Bosquets, onde mora Ladj Ly. Este acontecimento questionou-o fortemente sobre as condições de realojamento das vítimas, e ele queixou-se disso ao governante eleito. Em 2019, esta animosidade passada acabou.

### Condenações em 2011 e 2012
Um familiar de Ladj Ly, Amad Ly, com quem não tem parentesco, soube no Senegal que a sua irmã mantinha relações sexuais com o marido do seu primo. De volta à França, Amad pede explicações à irmã, que nega esse relacionamento. Na noite do dia 1314 de janeiro de 2009, ele bate nela, quebra seu dedo e causa traumatismo cranioencefálico. Com seu irmão Mamoudou e Ladj, o trio encontra então o companheiro de seu primo. O homem é trancado no porta-malas de um carro, levado para uma mata, espancado e ameaçado, mas consegue escapar.
A vítima foi encontrada na manhã seguinte por um agricultor. Ferido principalmente na face, foi condenado a ficar totalmente incapacitado para o trabalho por dez dias. Em 2 de março de 2011, os suspeitos são julgados. A acusação exige quatro anos de prisão para Amad Ly, dois anos para Mamoudou Ly e um ano para Ladj Ly. As penas são mais severas: Amad foi condenado a cinco anos de prisão, enquanto Mamadou e Ladj foram condenados a três anos de prisão A condenação de Ladj Ly foi confirmada em recurso no ano seguinte, mas a sua pena foi reduzida para dois anos de prisão e um ano de suspensão. Ele é então mantido em detenção.
Na altura, estes julgamentos foram noticiados pela imprensa local e nacional, antes de serem trazidos à luz após o sucesso público de Les Misérables pela revista Causeur  –  que acrescentou uma justificação religiosa à expedição vingativa ausente dos relatos - relatórios de teste  – , então Valeurs actuelles em 18 de dezembro de 2019. Mas ao contrário do que afirmam os títulos dos dois artigos críticos, Ladj Ly nunca foi condenado por "tentativa de homicídio", mas por cumplicidade em "sequestro" e "sequestro", factos que sempre negou durante os julgamentos, enquanto as acusações de tentativa de homicídio e a violência agravada foi abandonada pela acusação. Em 19 de dezembro de 2019, Ladj Ly apresenta denúncia por “difamação” e “difamação racial” contra as revistas Causeur e Valeurs contemporains. Os dois títulos de imprensa são absolvidos em abril de 2022.

### Enquete em 2020 e 2021
No âmbito de uma investigação por quebra de confiança e ativos corporativos com lavagem de dinheiro, foi realizada uma busca nas dependências da Cité des artsvisuals, criada por Ladj Ly. Ele fica sob custódia policial por 24 horas e sai em liberdade em 10 de fevereiro de 2021. Em 2022, ele ainda é suspeito de ter desviado 300 mil euros da escola de cinema Kourtrajmé.[carece de fontes?]

## Filmografia

### Diretor

#### Documentérios
- 2007 : 365 jours à Clichy-Montfermeil
- 2014 : 365 jours au Mali, co-dirigido com Saïd Belktibia[23]
- 2016 : À voix haute : La Force de la parole (versão para TV[24][25]), co-dirigido com Stéphane de Freitas
- 2017 : À voix haute : La Force de la parole (versão longa para cinema - 109 min), co-dirigido com Stéphane de Freitas
- 2017 : Chroniques de Clichy-Montfermeil, co-dirigido com JR[26]

#### Curta metragens
- 2008 : Go Fast Connexion[27]
- 2017 : Les Misérables

#### Longa metragens
- 2019 : Les Misérables
- 2023 : Bâtiment 5

### Cenário
- 2019 : Les Misérables
- 2022 : Athena de Romain Gavras
- 2023 : Le Jeune Imam de Kim Chapiron
- 2023 : Bâtiment 5

### Ator
- 2006 : Sheitan de Kim Chapiron : Ladj
- 2010 : Notre jour viendra de Romain Gavras : o jovem do chat de vídeo
- 2018 : Le monde est à toi de Romain Gavras : Paoudré
- 2019 : Sakho & Mangane de Jean Luc Herbulot (série de TV) : Victor

## Publicação
- 28 millimètres. Portrait d’une génération, fotografias de JR, textos de Ladj Ly, préface de Vincent Cassel, éditions Alternatives, 2006[28]

## Distinções

### Prêmios
- Festival 2 Valenciennes 2017 : Prix des Étudiants para À voix haute : La Force de la parole
- Festival international de cinéma d'Almería 2017 : meilleure direction artistique para Les Misérables
- Art for Peace Festival 2018 : meilleure fiction para Les Misérables
- Festival international du court métrage de Clermont-Ferrand 2017 : Canal+ Award para Les Misérables
- Festival de Cannes 2019 : Prix du Jury para Les Misérables
- Prix Lumières de la presse internationale 2020 : Meilleur film e Meilleur scénario para Les Misérables
- César 2020 :
  - Meilleur film para Les Misérables
  - César du public

### Nomeações
- César 2018 :
  - Meilleur court métrage por Les Misérables
  - Meilleur film documentaire por À voix haute : La Force de la parole
- César 2020 :
  - Meilleure réalisation
  - Meilleur scénario original
  - Meilleur premier film